# Bicaténaire
Un bicaténaire ou double brin (db, en anglais double strand, ds) est une molécule d'acide D-désoxyribonucléique (ADN) ou une molécule d'acide D-ribonucléique (ARN) double brin.
Le caractère double brin est un élément de classification de certains virus à ADN.